# Pioněrskaja (stanice metra v Moskvě)
Pioněrskaja (rusky Пионерская) je stanice moskevského metra. Otevřena byla 13. října 1961.

## Charakter stanice
Pioněrskaja se nachází na čtvrté (Filjovské lince), na jejím západním konci, jež byl vybudován po povrchu. Stanice je tedy konstruována jako povrchová s ostrovním nástupištěm; přemostěna je silniční komunikací zhruba ve své prostřední části. Výstupy má dva, vycházejí nad úroveň stanice každý do svého vestibulu. Celé nástupiště podpírá jedna řada mramorem obložených sloupů. Pioněrskou stanici denně využije kolem 14 300 cestujících; to ji řadí k nejméně vytíženým v celé síti metra.